# Paris Chess Club
Paris Chess Club ist seit 2006 der Name eines traditionsreichen und erfolgreichen Pariser Schachvereins.

## Paris Caïssa
Bis 2001 hieß der Verein Paris Caïssa, benannt nach der Schachgöttin Caissa. Von 1970 bis zu ihrem Tod im Jahre 2001 stand Chantal Chaudé de Silans dem Verein vor. Bekanntestes Mitglied war der frühere Schachweltmeister Boris Spasski. Paris Caïssa gewann 1986 die französische Mannschaftsmeisterschaft und zwischen 1947 und 1967 18-mal den französischen Mannschaftspokal La Coupe de France.

## NAO Chess Club
Im Jahre 2001 begann der Verein eine Kooperation mit der syrischen Mäzenin Nahed Ojjeh. Er benannte sich nach ihren Initialen in NAO Chess Club um und wählte sie zur Präsidentin. Im Gegenzug stellte sie dem Verein ein jährliches Budget von 500.000 € zur Verfügung. NAO Chess Club verstärkte sich mit Weltklassespielern und den besten Spielern Frankreichs. Von 2003 bis 2006 dominierte der NAO Chess Club das französische Schach. Er gewann in diesem Zeitraum alle französischen Mannschaftsmeisterschaften der Erwachsenen und der Jugend, gewann von 2002 bis 2005 jedes Jahr den französischen Pokal und holte 2003 und 2004 den Europapokal für Vereinsmannschaften. 

## Paris Chess Club
Im Frühjahr 2006 stieg Nahed Ojjeh aus der Kooperation mit dem Verein aus. Er geriet daraufhin in finanzielle Schwierigkeiten. Die Spitzenspieler verließen den Verein und er stieg aus der ersten Liga ab.